# Paczków
Paczków és un municipi polonès del Comtat de Nysa, al Voivodat d'Opole, amb una població de 8.081 habitants (2008). Està situat al sud-est de la històrica província de la Baixa Silèsia, a la carretera medieval que va de la Baixa Polònia fins a la Vall de Klodzko i a Praga. És una de les poques ciutats europees on es conserva la totalitat de les fortificacions medievals i per això també és coneguda com la Carcassona polonesa. Tanmateix, mentre que la Carcassona francesa és una reconstrucció del segle xix, tots els edificis històrics de Paczków són autèntics.